# Treska
Treska (makedonski: Треска) je rijeka u zapadnoj Sjevernoj Makedoniji, desna pritoka Vardara. Duga je 132 km, a sliv joj iznosi 2350 km².

## Zemljopisne osobine
Tresku tvore Ehlovačka reka, koja izvire na istočnoj padini Stogovske planine, i njene desne sastavnice Beličke reke, koja izvire na sjevernim padinama Ilinske planine. Izvori se nalaze na 2000 m. nadmorske visine. Tok Treske počinje od sela Drugova, gdje se spajaju ova dva njena izvorišna dijela, ali se ona u ovom kraju (Kičevska kotlina) zove Golema reka, a nadalje na sjever kroz Porečku kotlinu, Velika reka. Ime Treska ima tek od sela Zdunja, odnosno od ulaska u kanjon Matka, između Porečke i Skopske kotline. Ovaj uski kanjon je dug 28 km, i prava je sutjeska usječena u vapnenačke stijene visoke od 700 do 1 000 m. Na kraju kanjona 1937. g. izgrađena je hidrocentrala Matka, čime je nastala umjetna akumulacija jezero Matka. Uvir rijeke Treske u Vardar, je nešto niže u Skopskom polju, kod mjesta Đorče Petrov. 
Od spajanja izvorišnih dijelova, rijeka teče prema istoku, sve do Kičevske kotline a odatle teče prema sjeveru, praktički sve do svog uvira gdje blago skreće na istok.
Rijeka Treska ima sljedeće pritoke; Zajalsku reku(kod Kičevske kotline), Malu reku(u Porečkoj kotlini) i Fuš reku (u Skopskoj kotlini), sve njene pritoke su lijeve.
U dolini Treske nalaze se poznati samostani (manastiri); - Andreaš, podignut 1389. (s freskama mitropolita Jovana, monaha Grigorija i Kalesta Kirila) i - Matka (XIV st. s Bogorodičinom crkvom), kao i crkva Sv. Nikole, koja je ostatak od nekadašnjeg samostana sv.Nikole Šiševskog.
Kanjon rijeke - Matka, u novije doba koristi se za kajak na divljim vodama zbog izuzetnih karakteristika.

## Vanjske poveznice
O rijeci i kanjonu Matka (na makedonskom)  Arhivirana inačica izvorne stranice od 17. kolovoza 2011. (Wayback Machine)